# Jan Aleksander Gorczyn
Jan Aleksander Gorczyn (* 1618 in Krakau; † nach 1704) war ein polnischer Drucker, Verleger, Kupferstecher, Schriftsteller und Komponist.

## Leben
Gorczyn war der Sohn von Urszula (aus Gorczyn) und Piotr Ulanowski, einem Buchhändler und Drucker in Krakau. Er studierte ab 1634 an der Kunstfakultät der Akademie Krakau, ohne einen Abschluss zu erlangen, und wurde dann Drucker. 1647 erwarb er ein Haus in Krakau, vermählte sich mit Dorota Celesta und begann seine Tätigkeit als Verleger. Im selben Jahr veröffentlichte er ein Gebetbuch Kwiatki liliowe czyli modlitwy nabożne (Lilienblumen oder fromme Gebete), das Arithmetiklehrbuch Nowy sposób arytmetyki (Neue Methode der Arithmetik) und das Musikhandbuch Tabulatura muzyki, albo Zaprawa muzykalna (Tabulatur der Musik). 1648 brachte er seine Schrift Pamięć o cnotach, szczęściu, dzielności Najjaśniejszego i niezwyciężonego Monarchy Władysława IV (Erinnerung an die Tugenden, das Glück, die Tapferkeit des Höchstherrschaftlichen und unbesiegbaren Monarchen Wladislaw IV.) heraus, die den Sieg des Königs im Polnisch-Russischen Krieges in Moskau rühmte. Dies brachte ihm den Unmut des russischen Zaren Aleksej Michailowitsch ein, der dafür den Tod des Autors forderte, wenn Gorczyn die strittigen Blätter seines Werkes nicht verbrennen würde. Von 1661 bis 1662 lebte er in Warschau, wo er die Wochenzeitung Merkuryusz Polski herausgab. Eine eigene Komposition Gaude wurde noch im 19. Jahrhundert erwähnt, gilt aber inzwischen als verschollen.